# بكر صوباشي
بكر صوباشي، قائد عثماني تمكن من السيطرة على مقاليد الحكم في بغداد بعد الإطاحة بواليها العثماني يوسف باشا، وتسبب بسقوط بغداد على يد الصفويين عام 1624م.
وتسمية صوباشي رتبة عسكرية تعني "قائد القوات" يحملها معاون قائد الشرطة.

## بداياته
بدأ بكر صوباشي مسيرته كضابط في قوات الإنكشارية، تدرج بالرتب حتى وصل إلى رتبة الصوباشي، والتي اشتهر بها، ثم تجاوزها إلى أن أصبح برتبة آغا الإنكشارية فحضي بمنصب القائد العام لشرطة ولاية بغداد، وبسبب ضعف سلطة الوالي يوسف باشا تمكن من زيادة نفوذه بسرعة فأحاط نفسه بعدد من التابعين، وبلغ عدد قواته 12 ألف مقاتل من الإنكشارية والسباهية.

## تمرد صوباشي
اغتنم اتباع صوباشي فرصة اجتماع قادة الجيش مع الوالي يوسف باشا فاحتلوا الطرق الرئيسة وهاجموا القلعة بالبنادق وقتلوا الكثير من أتباع الوالي. ثم قام بكر بحشد اتباعه وحصار بغداد ,فخرج الوالي لقتاله مجبراً فدام القتال بينهم ساعات قليلة حتى انتصر بكر ومن معه, مما اجبر الوالي على اللجوء الى القلعة وتحصينها.
ثم دار بينهم قتال شديد استمر لبضعة أيام حتى انكسرت شوكت الوالي فأصابته رصاصة طائشة ومات من فوره، فأصبح بذلك الحاكم العام للولاية.

## ولايته
بعد إتمام سيطرته على البلاد قام بكر صوباشي بمراسلة السلطان العثماني مراد الرابع لتنصيبه والياً رسمياً على بغداد، حيث قال في رسالته أنه خلص بغداد من الخائن يوسف باشا وأن أهل العراق اختاروه ليحل مكانه, وفي وقت سابق قام صوباشي بتزييف فرمان سلطاني على أنه قرار تثبيته في الولاية من قبل الباب العالي، بسبب ثقته المفرطة بقبول طلبه.
إلا ان الرد جاء على غير ما كان متوقعاً فقد عين السلطان سليمان باشا والياً وأمر باعتقال صوباشي بوصفه خائناً. وعين السلطان كذلك علي باشا قائم بأعمال الولاية لحين قدوم الوالي الجديد لكن صوباشي قام بقتله.
وبالمقابل أرسل السلطان العثماني حملتين لاستعادة السيطرة على العراق بقيادة حافظ باشا، لكن صوباشي تمكن من إلحاقه بهزيمة فادحة في الحملة الأولى، واضطر الى التحصن في بغداد في الحملة الثانية حتى طال الحصار فقرر مراسلة الصفويين يطلب منهم العون مقابل تسليم المدينة لهم وتثبيته والياً عليها، ثم راسل العثمانيين يخبرهم بقدوم الشاه وأن عليهم دعمه لصد هجومه.
لكن السلطان العثماني قرر في البداية تنصيبه واليًا على الرقة، وبعد الحاح شديد منه تقرر تثيبته والياً على بغداد، فراسل الشاه الصفوي، يطلب منه إنهاء الحملة لكن الشاه أحس بإخلاف صوباشي لوعده فاستمر بالسير نحو بغداد حتى قضى على قوات صوباشي ودخل المدينة بتعاون من محمد بن بكر الصوباشي، الذي وعده الشاه بإقامته واليًا عليها.

## مصير صوباشي
بعد دخول بغداد قبض الشاه عباس الصفوي على صوباشي وأُحضر للمثول أمامه مكبلاً بالحديد، فتعجب صوباشي من رؤية ابنه يجلس قرب الشاه، ولما طلب منه الشاه تبرير أعماله التي وصفها بـ"الشائنة"، يروي المؤرخ عباس العزاوي أن صوباشي رد قائلاً: (أن الأعمال الرديئة هي من ابن الزنا هذا وأشار إلى ابنه وابتدر ابنه بالسب والشتم وبكى).
أمر الشاه بحبس صوباشي بحبسٍ مشدد وأن لا يسمحوا له بالنوم حتى يعترف بمكان أمواله فرفض الاعتراف، فأمر الشاه بقتله كما قتل يوسف باشا، فوُضِع في سفينة في دجلة وصب عليه القطران والنفط ومات محروقاً. وحتى ابنه محمد الذي خانه، لم يستمر طويلا هانئا بالبحبوحة التي عاش فيها في كنف الصفويين، فقد تغير له الشاه عباس وأمر بقتله، فكان مصيره كأبيه.